# かむながらのみち
かむながらのみちは、1999年（平成11年）5月5日に横浜市磯子区岡村の地において立教された在家の宗教法人。教主は北川慈敬、理事長は北川大成。

## 概要
教主：北川 慈敬（きたがわ じけい）
- 1937年 - 大阪府生まれ
- 1948年 - 解脱会に入会
- 1958年 - 布教活動に入る
- 1999年2月 - 解脱会を離れる
- 1999年5月 - かむながらのみちを立教

理事長：北川 大成
真言宗醍醐派金剛山成就院住職
施設
- 道場：真言宗醍醐派金剛山成就院（2003年4月17日落慶）
- 第二道場：金剛山成就院本堂（2013年3月10日落慶）
- 納骨供養塔：南葉山霊園（2012年11月4日建立）

0

## 祀られている主な神仏
- 天神地祇（てんしんちぎ）

かむながらのみちでは、宇宙創造の源の神とされる。
- 天五色大天空大神（あめごしきだいてんくうおおかみ）

かむながらのみちでは、大気の神とされる。
- 天照大神
- 両界種子曼荼羅（両部界会諸尊諸衆）

かむながらのみちでは、真言密教の根本の法を表したものとされる。
- 五智如来（ごちにょらい）
- 五行不動尊（ごぎょうふどうそん）
- 解脱金剛（げだつこんごう）

解脱会の開祖岡野聖憲の尊称。かむながらのみちでは、解脱へと導く仏とされる。

## 拠点
- 北海道道場
- 道東会場
- 東京会場
- 横浜本部道場
- 甲信会場
- 名古屋第1会場
- 名古屋第2会場
- 富山会場
- 奈良会場
- 神戸会場

## 関連書籍
- 北川慈敬・北川大成『人生の転換点　ひとが幸せになれる道へ』
- 北川慈敬『いま、日本を想う』
- 北川慈敬『ひとが幸せになれる道』　2009年　かむながらのみち　ISBN 4907816251
- 北川慈敬『内なる神を求めて―北川慈敬とかむながらのみち』　2000年　今日の話題社　ISBN 4875655096
- 北川慈敬／編・著『カルマ論』（上・下）
- 北川慈敬『真理の教え　1』
- 北川慈敬・北川大成「今が「日本の心」を取り戻す最大のチャンス--かむながらのみち」『Verdad』2011年11月号（17巻11号（通号199）40頁～43頁）所収　ベストブック